# Rosewood (série télévisée)
Pour les articles homonymes, voir Rosewood.
Production
Diffusion
Rosewood est une série télévisée américaine en 44 épisodes de 42 minutes créée par Todd Harthan, diffusée entre le 23 septembre 2015 et le 28 avril 2017 sur le réseau Fox et sur CHCH-DT au Canada.
En Belgique, la série a été diffusée du 29 mai 2017 au 30 juillet 2018 sur RTL-TVI et en France, du 9 juin 2017 au 25 août 2017 sur M6. Elle est désormais disponible en français sur le service de Disney+.  Au Québec, elle sera diffusée sur ADDIK à partir du jeudi, 14 mars. 2024

## Synopsis
Le talentueux Beaumont Rosewood, Jr. est un médecin légiste qui dirige le Magic City Lab, un laboratoire d'analyses postmortem se situant à Miami. Pour aider la police de Miami, Rosewood va contribuer aux enquêtes criminelles, son domaine de prédilection. Originaire de Miami, l'inspecteur Annalise Villa revient de New York après le décès de son mari. La série suit  leurs enquêtes et leur amitié plus qu’ambiguë.

## Distribution

### Acteurs principaux
- Morris Chestnut (VF : Frantz Confiac) : Dr Beaumont Rosewood, Jr.
- Jaina Lee Ortiz (VF : Olivia Nicosia) : Détective Annalise Villa
- Lorraine Toussaint (VF : Maïk Darah) : Donna Rosewood, mère de Beaumont
- Gabrielle Dennis (en) (VF : Géraldine Asselin) : Pippy Rosewood, sœur de Beaumont
- Anna Konkle (VF : Alexia Lunel) : Tara Milly Izikoff aka TMI
- Domenick Lombardozzi (VF : Pascal Casanova) : Capitaine Ira Hornstock
- Eddie Cibrian (VF : Adrien Antoine) : Capitaine Ryan Slade (saison 2)

### Acteurs récurrents
- Anthony Michael Hall : Detective Willet
- Maggie Elizabeth Jones : Bella
- Nicole Ari Parker (VF : Ariane Deviègue) : Kat Crawford
- Taye Diggs (VF : Bruno Dubernat) : Mike Boyce
- Alysia Reiner : Lilian Izikoff
- Tia Mowry-Hardrict : Cassie
- Sherri Shepherd (VF : Anne Mathot) : Dr Anita Eubanks
- Joy Bryant (VF : Isabelle Langlois) : Dr Erica Kincaid
- Jessica Morris (en) : Mandy
- Sam Huntington (VF : Hervé Rey) : Mitchie Mendelson
- J.R. Ramirez : Frank Escajeda
- Letoya Luckett : Tawnya
- Vondie Curtis-Hall : Dr Beaumont Rosewood, Sr.
- Eric Winter : Dr Adrian Webb
- Manny Montana : Marcos Villa

- Version française
  - Société de doublage : Libra Films
  - Direction artistique : Martin Brieuc
  - Adaptation des dialogues : Laetitia Benrejdal

 Source et légende : version française (VF) sur RS Doublage et DSD

## Production

### Développement
Le 20 janvier 2015, FOX commande un pilote,.
Le 8 mai 2015, le réseau FOX annonce officiellement la commande du projet de série,.
Le 11 mai 2015, lors des Upfronts, FOX annonce la diffusion de la série à l'automne 2015,.
Le 16 octobre 2015, Fox commande une saison complète avec neuf épisodes supplémentaires pour la première saison ce qui la porte à 22 épisodes au total.
Le 7 avril 2016, la série est renouvelée pour une deuxième saison.
Le 9 mai 2017, la série est arrêtée.

### Casting
Les rôles ont été attribués dans cet ordre : Morris Chestnut, Jaina Lee Ortiz, Maggie Elizabeth Jones et Gabrielle Dennis (en).
En juin 2015, Lorraine Toussaint est ajoutée à la distribution.
Le 20 juillet 2015, Nicole Ari Parker obtient un rôle récurrent, suivi en octobre par Adrian Pasdar et Taye Diggs, en novembre par Alysia Reiner, Tia Mowry-Hardrict et Sherri Shepherd, en décembre par Joy Bryant et Jessica Morris (en), puis en février 2016 par Sam Huntington et en mars par J.R. Ramirez.
Le 22 juin 2016, Brian Austin Green rejoint la distribution principale lors de la seconde saison dans le rôle de Aaron Slad. Cependant le 13 juillet 2016, il quitte la série en plein milieu du tournage du premier épisode, car ce rôle ne lui correspondait pas et est remplacé par Eddie Cibrian.

## Épisodes

### Première saison (2015-2016)
1. Le Beethoven de l'autopsie (Pilot)
2. Un pied dans la tombe (Fireflies and Fidelity)
3. Bleus au cœur (Have-Nots and Hematomas)
4. Un père et passe (Vandals and Vitamins)
5. Relations enflammées (Necrosis and New Beginnings)
6. Assurance tous risques (Policies and Ponies)
7. A.D. Haine (Quadriplegia and Quality Time)
8. Les Liens du sang (Bloodhunt and Beats)
9. Victime de la mode (Fashionistas and Fasciitiss)
10. L'Art de tuer, 1re partie (Aortic Atresia and Art Installations)
11. L'Art de tuer, 2e partie (Paralytics and Priorities)
12. Humeur vagabonde (Negative Autopsies and New Partners)
13. Partenaire particulier (Ballistics and BFFs)
14. Black-Out (Hydrocephalus and Hard Knocks)
15. Briser la glace (Atherosclerosis and the Alabama Flim-Flam)
16. Tel père, telle fille (Dead Drops and Disentanglement)
17. Amour, gloire et meurtre (Silkworms y Silencio)
18. Autopsie à quatre mains (Thorax, Thrombosis & Threesomes)
19. Petites secrets entre amis (Sudden Death & Shades Deep)
20. Remuer le passé (Keratin & Kissyface)
21. Convoitise (Wooberite & The Women of Rosewood)
22. Soirée explosive (Badges & Bombshells)

### Deuxième saison (2016-2017)
Elle a été diffusée du 22 septembre 2016 au 28 avril 2017.
1. Fraternité (Forward Motion and Frat Life)
2. Œil pour œil (Secrets and Silent Killers)
3. Travailler au corps (Eddie and the Empire State of Mind)
4. L'Idole des Maures (Boatopsy & Booty)
5. Santeria (Spirochete and Santeria)
6. Convictions (Tree Toxin and Three Stories)
7. Beauté fatale (Lidocaine and Long-Term Lust)
8. De l'huile sur le feu (Prosopagnosia & Parrotfish)
9. Sur la corde raide (Half-Life & Havana Nights)
10. Walter Panitch (Bacterium & the Brothers Panitch)
11. Mené en bateau (Mummies & Meltdowns)
12. Passe-passe (Asphyxiation & Aces)
13. La Vie des autres (Puffer Fish & Personal History)
14. Renvoyer l'ascenseur (White Matter & the Ways Back)
15. Affaire personnelle (Clavicle Trauma & Closure)
16. Au bal des masqués (Benzodiazepine & the Benjamins)
17. Les Lois de l'attraction (Radiation & Rough Landings)
18. Cendrillon (Fairy Tales & Frozen Truths)
19. Le silence est d'or (Naegleria & Neighborhood Watch)
20. Les Fleurs du mal (Calliphoridae & Country Roads)
21. Le Rêve américain (Amparo & the American Dream)
22. Diamants et cœurs brisés (Blistering Heat & Brotherly Love)